# Ghibie
La rivière Ghibie est le plus grand affluent de l'Omo en Éthiopie. 

## Géographie
La source du Ghibie se trouve dans la forêt d'Ababya au nord de Jimma. Il coule d'abord en direction nord-nord-est, puis forme une boucle sud-sud-est. Sa confluence par 8° 19′ N, 37° 28′ E avec la petite rivière Wabe rend encore plus large l'Omo. 
Les affluents sont: le Dano, Walga et Gilgel Gibe. Par conséquent, l'ensemble du bassin de drainage est parfois appelé bassin de la rivière Omo-Gibe, le Gibe et l'Omo drainant respectivement les tronçons supérieurs et inférieurs.
La Ghibie n'est pas navigable.

## Histoire
La Ghibie est mentionné pour la première fois en 1566 dans les Chroniques de Sarsa Dengel. Le Jésuite António Fernandes est le premier européen qui la traverse en 1613 lors de son parcours d'Ennarea (en) à Janjero.
La source de la rivière est décrite par Antoine d'Abbadie et Arnauld d'Abbadie le 19 janvier 1846. Ces deux explorateurs pensent que la rivière Rivière Omo (Éthiopie) est l'affluent principal du Nil blanc et parce que la Ghibie est l'affluent principal de l'Omo, on peut considérer la source de la Ghibie comme la source du Nil blanc. Jules Borelli l'étudie début février 1888 et en visite les chutes le 5 février. 